# Tunnel du Roux
Der Tunnel du Roux ist ein Straßentunnel im Département Ardèche im französischen Zentralmassiv.
Auf einer Höhe von rund 950 m liegt der Tunnel vollständig im Gebiet der Gemeinde Le Roux, knapp südlich der Grenze zur Nachbargemeinde Saint-Cirgues-en-Montagne. Er ist 3336 m lang, geradlinig angelegt und unterquert die Wasserscheide zwischen dem Atlantischen Ozean und dem Mittelmeer. Ursprünglich angedachter Name war Tunnel de Saint Cirgues, die Bezeichnung Tunnel du Roux war für einen weiter talwärts gelegenen, nur 200 m langen Tunnel vorgesehen.
Im Jahr 1911 wurde sein Bau als Eisenbahntunnel für die projektierte Bahnstrecke Transcevenole der Compagnie des chemins de fer de Paris à Lyon et à la Méditerranée (PLM) begonnen. Mit ihr sollte Le Puy, Hauptort des Départements Haute-Loire, mit dem Bahnhof Nieigles-Prades (heute: Lalevade-d’Ardèche), dem Endpunkt der Bahnstrecke Vogüé–Lalevade-d’Ardèche, verbunden werden. Mehr als 500 Arbeiter gleichzeitig gruben den Tunnel nahezu ausschließlich von Hand, sechs von ihnen kamen dabei ums Leben. Infolge des Ersten Weltkriegs ruhten zwischen 1914 und 1919 die Arbeiten an der Bahnstrecke. Im Jahr 1929 wurde der Tunnel fertiggestellt; die Arbeiten an der Strecke im Département Haute-Loire wurden 1939 jedoch eingestellt und die Transcevenole damit nicht vollendet. Im Tunnel du Roux kamen daher nur schmalspurige Bauzüge zum Einsatz, reguläre Züge auf Regelspurgleisen verkehrten dort nie.
Der für eingleisigen Betrieb vorgesehene Tunnel wies aus Belüftungsgründen einen Querschnitt auf, der die Anlage von zwei Fahrspuren erlaubte. 1941 wurde er für den Straßenverkehr freigegeben. Durch den Tunnel, der im Durchschnitt täglich von 500 Fahrzeugen genutzt wird, verläuft die Departementsstraße D 160. Als einziger Straßentunnel in Frankreich besitzt er (am nördlichen Tunnelmund) ein verschließbares Tor, um ihn vor den Folgen winterlicher Kaltluft (Schneeverwehungen, Glatteis, Bildung von Eiszapfen) zu schützen.
Nach dem Brand im Mont-Blanc-Tunnel, bei dem 1999 39 Menschen ihr Leben verloren, wurden neue Sicherheitsbestimmungen erarbeitet. Nicht nur der Umstand, dass der Tunnel du Roux über keine Beleuchtung verfügte, hätte seine Stilllegung herbeiführen können. Im Jahr 2010 wurde daher mit den notwendigen Anpassungsarbeiten begonnen.